# اندیس آهک سیوک
آهک سیوک یک اندیس مصالح ساختمانی است که در حوالی شهر کوه کلاله استان چهارمحال و بختیاری قرار دارد و مادهٔ معدنی موجود در آن، سنگ آهک است.  